# Kingdom Come (fumetto)
Kingdom Come è una miniserie a fumetti ambientata in un ipotetico futuro dell'universo DC, pubblicata dalla DC Comics per la linea editoriale Elseworlds. Scritta da Mark Waid e disegnata da Alex Ross, narra di uno scontro fra Superman, Wonder Woman, Batman e gli altri supereroi della "vecchia guardia" e una nuova generazione di giustizieri, anch'essi dotati di superpoteri. In lingua italiana è conosciuta anche col titolo Kingdom Come - Venga il tuo regno.
Alex Ross ha realizzato i disegni con una tecnica pittorica e Waid ha presentato la storia da un punto di vista esterno: le vicende sono narrate come l'esperienza di un osservatore che non è uno dei supereroi coinvolti.

## Trama

### Introduzione
Il narratore e personaggio che offre il suo punto di vista è un pastore di nome Norman McCay, amico di vecchia data di Wesley Dodds, il Sandman originale. Ora però Dodds è infermo e costretto a letto, e gli incubi che una volta aiutavano i suoi combattimenti ora sono diventati inquietanti visioni apocalittiche, che i medici e McCay attribuiscono alla senilità. Quando Dodds muore, le visioni passano a McCay, il quale, già colpito da una crisi di fede, si convince di essere finalmente impazzito quando gli appare lo Spettro, ancora nel corpo di Jim Corrigan ma non più in contatto con la sua umanità; questi recluta McCay per testimoniare e aiutarlo a giudicare gli innocenti e i colpevoli, e in definitiva a dare un giudizio sull'imminente apocalisse superumana e umana.
I figli e i nipoti dei supereroi degli anni quaranta sono dei violenti che passano il tempo combattendo tra loro e portando distruzione nelle città senza curarsi dell'incolumità dei civili. In uno di questi scontri il supereroe Magog, che anni prima aveva superato Superman in consenso da parte dell'opinione pubblica, provoca una esplosione nucleare nel mezzo del Kansas.

### Prologo
La storia è ambientata circa una generazione dopo l'attuale universo DC. Dieci anni prima dell'inizio della storia, Joker massacra tutto lo staff del Daily Planet, uccidendo tra gli altri Jimmy Olsen, Perry White e Lois Lane. Arrivato al suo processo, viene ucciso dal nuovo supereroe chiamato Magog; questi, in un'istanza di annullamento della giuria, viene assolto per aver agito a sangue freddo. Già scoraggiato dalla morte di Lois Lane, Superman rimane inorridito nel vedere il pubblico apprezzare un assassino come eroe; abbandona così la sua vita come Superman e si ritira nella sua Fortezza della solitudine, dove trascorrerà i dieci anni successivi, senza realizzare la propria importanza come costante ispirazione/modello per altri eroi. Anche questi ultimi, vedendo la reazione positiva della stragrande maggioranza del pubblico alle azioni di Magog, abdicano al loro ruolo. Senza la bussola morale fornita da Superman e dalla sua generazione, rimane soltanto una piccola, se non inesistente, distinzione tra supereroi e supercriminali. I metaumani si battono apertamente per le strade senza motivo, incuranti dei danni da loro causati e senza preoccuparsi per la vita dei cittadini coinvolti.

### Il ritorno di Superman
In seguito al già citato disastro avvenuto in Kansas, Wonder Woman persuade Superman a tornare in azione, e questi decide di far ritorno a Metropolis, riformare la Justice League e mettere a freno la nuova generazione di "nuovi eroi". Riesce a far tornare gli ex-eroi (inclusi Lanterna Verde, Flash, Hawkman e Dick Grayson, ora conosciuto come Red Robin, tra gli altri) e ne recluta di nuovi, come Avia (la figlia di Big Barda e Mister Miracle), ma Batman, uno dei più eminenti della vecchia guardia, rifiuta di unirsi alla crociata di Superman; credendo infatti che le idee del kriptoniano siano obsolete e che la sua interferenza possa solo ingigantire il problema, egli interpreta il suo piano come esempio della prevaricazione dei forti sui più deboli, cosa di cui lui non vuole far parte. Al contrario comincia ad organizzare un terzo gruppo di eroi, costituito in gran parte di eroi senza super poteri, quali Freccia Verde e Blue Beetle, così come eroi della seconda e terza generazione quali Jade (figlia di Alan Scott), e Zatara, figlio di Zatanna e nipote dell'originale Zatara.
Lex Luthor, ancora vivo e vegeto, ha organizzato il Fronte di Liberazione dell'Umanità, una quarta fazione che lavora per strappare il controllo del mondo dalla volontà dei superumani ed è principalmente formata dai supercriminali della Silver Age, inclusi i nemici di Batman, tra cui Catwoman, l'Enigmista (attuale compagno di Selina Kyle), Vandal Savage e il Re (leader della Banda della Scala Reale), così come cattivi di terza generazione, quale il successore di Ra's Al Ghul, Ibn al Xu'ffasch (figlio di Batman e Talia).

### Patto
La Justice League di Superman raccoglie più prigionieri che convertiti, e la sua prigione (chiamata Gulag) viene riempita quasi del tutto appena dopo la fine della sua costruzione. Superman delega Capitan Comet in qualità di guardiano e lavora per persuadere i detenuti che i loro metodi sono sbagliati e pericolosi, ma i suoi discorsi vengono ignorati, e la tensione sale con cattivi quali 666, Kabuki Kommando e Von Bach rinchiusi insieme. Nel frattempo Superman, spinto da Wonder Woman, reagisce con crescente inflessibilità verso l'inappropriata condotta della comunità dei metaumani. Egli apprende anche che la posizione militare incalzante di Wonder Woman potrebbe essere influenzata dal suo recente esilio dall'isola Paradiso: secondo le Amazzoni, la sua missione di portare pace al mondo esterno è fallita.
Inizialmente, Batman e il suo gruppo di eroi sembrano entrare in complicità con il Fronte di Liberazione dell'Umanità come un unico gruppo unito contro La Justice League. Intanto Luthor rivela il suo piano, ovvero inasprire il conflitto tra la League e i detenuti del Gulag mettendo Capitan Marvel contro la Justice League, il Gulag e Superman. Il caos che ne conseguirà darà a Luthor la possibilità di conquistare il potere. Con l'aiuto di Martian Manhunter, Batman scopre che l'adulto Billy Batson, che diventa Capitan Marvel quando pronuncia la parola "Shazam!" ed è l'unico essere capace di tenere testa a Superman, è sotto il controllo dei supercriminali.
Quando i detenuti del Gulag si ribellano uccidendo Capitan Comet, le forze di Batman attaccano Luthor e i suoi alleati e li catturano. Batman tenta, ma invano, di controllare il lavaggio del cervello fatto a Billy Batson, che si trasforma in Capitan Marvel e vola in Kansas, distruggendo le mura del Gulag e provocando il caos.

### Armageddon
Una volta al Gulag, Superman e Capitan Marvel si battono sotto gli occhi dello Spettro e di Norman McCay. Le forze di Batman si buttano nella mischia aiutando la Justice League nel tentativo di calmare la rivolta; Batman indossa un'armatura da battaglia che gli consente di volare ed entra in diretto conflitto con Wonder Woman, che aveva ucciso Von Bach in ritorsione all'omicidio di Capitan Comet.
Al peggiorare della condizione, il Segretario generale delle Nazioni Unite Wyrmwood autorizza l'utilizzo di tre testate nucleari impenetrabili da poteri metaumani. Anche se quest'azione distruggerà sia eroi che criminali, le Nazioni Unite capiscono che non c'è via di mezzo: se l'umanità deve sopravvivere, i metaumani devono essere annientati. Batman e Wonder Woman si battono nel mezzo della guerra fino ad arrivare in volo oltre le nuvole, dove vedono arrivare gli aerei stealth che trasportano le bombe nucleari; ne neutralizzano due, mentre il terzo li sorpassa e sgancia il suo carico.
Capitan Marvel continua a battersi con Superman scaricandogli contro il fulmine magico più e più volte, ma mentre sta per ripetere la parola magica "Shazam!", Superman lo agguanta prima che possa spostarsi e il fulmine colpisce entrambi, con Marvel che si ritrasforma in Billy Batson. Tenendo chiusa la bocca del ragazzo, Superman gli dice che deve fermare la bomba e che Billy deve fare una scelta importante: o battere Superman e permettere alle testate di eliminare i metaumani o lasciare che Superman fermi la bomba e permettere alla guerra dei metaumani di contaminare il mondo. Superman aggiunge che Batson è l'unico che può fare questa scelta in quanto è l'unico che vive in entrambi i mondi, quello umano (nei panni di Billy Batson) e quello metaumano (nei panni di Capitan Marvel). Quando Superman lo lascia e vola a fermare la bomba, Batson, ormai libero dall'influenza del lavaggio del cervello di Luthor, pronuncia la parola magica, si trasforma in Capitan Marvel, vola sorpassando Superman e prende possesso della bomba, trovando una terza opzione. Urla "Shazam!" tre volte in rapida successione, e il fulmine fa esplodere la bomba prematuramente, con l'esplosione risultante che uccide Batson.
Nonostante il sacrificio di Marvel, la maggior parte dei metaumani è rimasta coinvolta nell'esplosione, sebbene alcuni siano sopravvissuti sotto un campo di forza generato da Lanterna Verde e sua figlia Jade, e altri siano stati teletrasportati all'ultimo secondo dal Dottor Fate. Anche se fuori dal campo di forza, Superman è invece praticamente incolume, e infuriato per l'enorme perdita di vite superumane, vola al Palazzo delle Nazioni Unite e minaccia di abbatterlo sui delegati come punizione per aver ucciso tutti i suoi amici, senza sapere che ci sono dei sopravvissuti. I metaumani sopravvissuti arrivano, ma Norman McCay è l'unico che riesce a parlargli, puntualizzando il fatto che ciò che sta facendo in quel preciso istante è il motivo per cui gli umani temono i superumani. Castigato e vergognato, Superman cessa immediatamente la sua furia. Tenendo in mano il mantello di Capitan Marvel, tutto quel che resta dell'eroe, dice ai rappresentanti delle Nazioni Unite che userà la sua saggezza per guidare l'umanità, piuttosto che obbligarla; lega quindi il mantello di Capitan Marvel ad un'asta e l'alza tra le altre bandiere dei membri delle Nazioni Unite, suggerendo che il suo ruolo di guida sarà più di natura politica e globale che di repressione del crimine come in passato.

### Epilogo
In seguito alla guerra con i metaumani, gli eroi si sforzano attivamente di diventare membri a pieno titolo della comunità da cui prima avevano scelto di separarsi, e le maschere vengono abbandonate. L'esilio di Wonder Woman dall'Isola Paradiso termina, ed ella diventa un'ambasciatrice per la superumanità, portando i sopravvissuti del Gulag sull'Isola Paradiso per la riabilitazione.
Batman abbandona la sua crociata e diventa un guaritore, aprendo la sua villa in qualità di ospedale per la cura di quelli feriti dalla distruzione del Kansas e la conseguente violenza, e si riconcilia anche con Dick Grayson e con suo figlio Ibn al Xu'ffasch. Superman lega a se stesso un gigantesco aratro e inizia l'arduo compito di ripristinare i terreni coltivati del Midwest, devastati dal Justice Battalion nel tentativo di catturare il Parassita. Addirittura viene a patti con il suo passato come Clark Kent, accettando un paio di occhiali da Wonder Woman, e la bacia prima che lei ritorni all'Isola Paradiso.
Norman McCay riprende il ruolo di pastore della sua congregazione, predicando un messaggio di speranza per l'umanità. Tra il suo gregge c'è Jim Corrigan, l'ospite umano dello Spettro.

### Scena aggiunta nel Collector Edition
Al Planet Krypton, un ristorante a tema di proprietà di Michael Jon Carter, Clark e Diana intendono informare Bruce che aspettano un bambino, ma lui se ne accorge prima che lo possano informare. Diana chiederà a Bruce di essere padrino e mentore del nascituro, ed egli accetta dopo che Clark afferma di credere che Bruce influenzerà positivamente il bambino, aggiungendo che nonostante le divergenze nel corso degli anni lui ha sempre creduto in Batman. Nell'uscita dal ristorante, Bruce è l'unico ad accorgersi di Norman McCay e Jim Corrigan che pranzano, il che è strano visto che dei tre membri della "Trinità" della Justice League, Batman è l'unico a non averli mai visti.

## Personaggi

### La Justice League di Superman
Molti dei membri della nuova Justice League of America sono vecchi personaggi con un aspetto rinnovato oppure nuovi membri che adottano vecchi nomi.
- Superman: è il leader della nuova Justice League e un più maturo uomo d'acciaio che sta crescendo, a disagio con il ruolo di leader mondiale in un momento di estrema tensione. Grazie al tempo passato all'esposizione alle radiazioni solari, è più potente che mai, ed è diventato immune alla kryptonite.
- Wonder Woman: luogotenente di Superman, è stata lentamente consumata da una rabbia furiosa dovuta allo stato del mondo e al suo esilio dall'isola Paradiso. Le Amazzoni hanno ritenuto la sua missione per portare la pace al mondo degli uomini un fallimento. Alla fine del racconto, viene ripristinata la sua regalità, ma non il ruolo di ambasciatore di Wonder Woman, lasciato ad altre Amazzoni.
- Dick Grayson, il primo Robin, sostituisce Batman nella Justice League con l'abisso di Red Robin.
- Flash: dopo essersi fuso con la Forza della velocità, le molecole di Wally West sono diventate instabili, e perciò West è costantemente in moto. Ormai viene percepito come una macchia sfumata rossa con piccoli fulmini che la avvolgono.
- Lanterna Verde: terminando la sua veglia tra le stelle, Alan Scott ritorna sulla Terra e si allea con Superman. Non ha più bisogno del suo anello del potere, avendo fuso la Lanterna in un'armatura autoalimentata. Il quartier generale della JLA nello spazio è la Città di Smeraldo, una città-satellite creata dall'immaginazione di Lanterna Verde. Nel finale della storia, Alan Scott è un membro delle Nazioni Unite come rappresentante della nazione di Nuova Oa.
- Hawkman: ora è letteralmente un "uomo-falco", è diventato un guardiano della natura, sebbene alcuni si riferiscano a lui come un ecoterrorista. La storia non specifica quale versione di Hawkman sia, tranne il "combinando lo spirito del vecchio con la carne sovrannaturale del nuovo", che suggerisce un Carter Hall nel corpo di un "Hawkgod" post-Ora zero. Rimane ucciso nell'esplosione nucleare.
- Donna Troy: vista con indosso vestiti amazzoni, l'originale Wonder Girl potrebbe aver preso il posto della sua sorella/mentore amazzone Wonder Woman come ambasciatrice dell'Isola Paradiso verso il mondo. È anche invecchiata di più rispetto a Diana: appare con i capelli ingrigiti e con una corporatura più robusta. Rimane uccisa nell'esplosione nucleare.
- Freccia Rossa: l'originale Speedy, poi Arsenal, sta ora seguendo le orme del suo mentore Freccia Verde, con tanto di baffi, pizzetto e copia esatta del costume di Freccia Verde ma in rosso. Rimane ucciso nell'esplosione nucleare.
- Aquaman II: Garth, l'originale Aqualad, ora erede del mantello del suo mentore Aquaman. Indossa un modello variato del suo costume di Aqualad, ma mostra la barba e la sua nuova tuta copre anche le gambe. Rimane ucciso nell'esplosione nucleare.
- King Marvel (ex Capitan Marvel Jr./Freddy Freeman) e Lady Marvel (ex Mary Marvel/Mary Batson): sono ora sposati e hanno un figlio superpotente chiamato Whiz, che è anche un membro della Justice League. King Marvel è stato disegnato sulla falsariga di Elvis Presley (si pensi al nome).
- Aleea Strange: la figlia di Adam Strange, ha preso il mantello di suo padre.
- Power Woman: l'originale Power Girl. Rimane uccisa nell'esplosione nucleare.
- Robotman: l'originale Cyborg, ora composto di metallo liquido. Rimane pietrificato nell'esplosione nucleare.
- Bomba Umana: un metaumano che ha ottenuto i suoi poteri da un'esplosione.
- Midnight: il fantasma di Mid-Nite, appare nella forma di una nuvola di fumo.
- Capitan Comet: scelto da Superman per essere il guardiano del Gulag. Rimane ucciso nella rivolta della prigione quando Von Bach gli rompe la schiena.
- Bulletman e Bulletgirl: i successori del duo originale della Golden Age.
- La figlia di Braniac: prole di Brainiac e antenata di Brainiac 5.
- Red Tornado: una Red Tornado femminile, col potere del vento.
- Starman: l'originale Starboy della Legione dei Super-Eroi.
- Guardiano Dorato: il secondo clone di Jim Harper, che ha preso il ruolo del suo predecessore.
- Hourman: il successore dei primi due Hourman, ma senza limiti di tempo.
- Sandman: l'originale Sandy, il Ragazzo Dorato, poi Sand, ha preso il posto di Sandman dopo la morte di Wesley Dodds.
- Living Doll: la figlia di Doll Man e Doll Girl.
- Tornado: il fantasma del Campione Tornado.
- Avia: la figlia di Mister Miracle e Big Barda. Lei e i suoi genitori sopravvivono all'esplosione grazie ad un boomdotto e grazie alla soprannaturale previsione di suo padre.
- Atom Smasher: il figlioccio di Atomo. Il nome "Atom Smasher" viene coniato in Kingdom Come. Durante la pubblicazione del fumetto era conosciuto come Nuklon.
- Raggio: figlio del primo Raggio. È il responsabile della rimozione della radioattività del Kansas, due volte.
- Power Man: un androide programmato da Superman.
- Phoebus: il nuovo elementale del fuoco dopo Firestorm. Rimane bruciato durante l'esplosione nucleare.
- Lega: la forma combinata dei Metal Men, membro della Justice Battalion di Magog. Insieme a Magog è l'unico sopravvissuto del disastro in Kansas, e più tardi si allea con la Justice League. Rimane spezzato in due durante l'esplosione nucleare.

### Gli Outsiders di Batman
- Batman: da quando la sua identità è stata resa pubblica, Batman non si cela più dietro l'identità segreta di Bruce Wayne; come risultato, il Castello Wayne è stato distrutto da Due-Facce e Bane. In realtà, egli è denominato "Il Batman" anche in veste civile e non si vede con il mantello e la maschera fino alla battaglia finale. Non più esempio della perfezione umana, ora ha bisogno di un esoscheletro per muoversi, comandare i Batrobots e per indossare il suo costume da battaglia per continuare la sua lotta al crimine. La sua sfiducia sia in Superman che in Luthor lo spinge a mettere insieme gli Outsiders. Si oppone ai piani della JLA e del Fronte della Liberazione dell'Umanità per rendere il mondo un posto migliore, sentendo che l'umanità dovrebbe preoccuparsi da sola delle sue scelte e dei possibili errori.
- Oliver Queen: uno dei partner di Batman, ha sposato il suo amore di vecchia data Dinah Lance alias Black Canary, e i due hanno una figlia, Olivia Queen, che opera come Black Canary III. Rimane ucciso nell'esplosione nucleare (lo si può vedere a pagina 187 alla sinistra di Superman, che abbraccia sua moglie).
- Dinah Queen: l'originale Black Canary ora indossa un arco come suo marito Freccia Verde. È una delle vittime della battaglia del Gulag, con un'immagine che mostra suo marito abbracciarla dopo che è stata accidentalmente uccisa da Trix con uno sparo alla testa. Muore definitivamente durante l'esplosione nucleare tra le braccia di Freccia Verde.
- Black Canary III: figlia di Oliver e Dinah Queen. La famiglia Queen, oltre a quella di King Marvel (nella Justice League), pare l'unica in tutta la storia a non essere divisa dal conflitto generazionale in corso.
- Blue Beetle: Ted Kord, che ora indossa una tuta da Blue Beetle armaturizzata e potenziata dallo scarabeo mistico che diede al primo Blue Beetle i suoi poteri. Anche lui rimane ucciso nell'esplosione nucleare.
- J'onn J'onzz: una volta Martian Manhunter, è diventato il fantasma di ciò che era un tempo e non riesce più a controllare i suoi poteri. Ha provato ad aprire la sua mente al mondo per un istante ed essa non ha retto la quantità di odio, amore, rabbia, tristezza e gioia. Uno spirito infranto, mantiene costantemente una forma umana non corporea e non partecipa più a nessun atto supereroico, tranne quando Batman lo chiama un'ultima volta per sondare la mente di Capitan Marvel e vedere se è Billy Batson. Il presunto corpo di sua figlia - in una variante del suo costume classico - si vede disteso sul terreno durante la battaglia del Gulag. Si vede qualche pagina prima mentre prende parte alla battaglia.
- Kid-Flash: la figlia di Wally West, è tra coloro che rimangono uccisi nell'esplosione nucleare.
- Darkstar: figlio di Donna Troy, prende il suo posto come Darkstar della Terra.
- Obsidian: figlio di Alan Scott e fratello di Jennifer-Lynn Hayden. Può manipolare le ombre e l'oscurità.
- Lanterna Verde VI: Jade ha preso il mantello di Lanterna Verde dopo Kyle Rayner. È la figlia di Alan Scott, il primo Lanterna Verde. Possiede tutti i poteri di Lanterna Verde senza necessitare dell'Anello. Sopravvive all'esplosione nucleare come suo padre.
- Tula: una marinara malcontenta, è la figlia di Aquaman II e Deep Blue. Rimane uccisa nell'esplosione nucleare.
- Acciaio: dopo che Superman uscì di scena, Acciaio diede la sua devozione a Batman. Ora brandisce un'ascia a forma di pipistrello.
- Wildcat: un uomo pantera con lo spirito dell'originale (probabilmente Ted Grant nel corpo del figlio Tom Bronson).
- Zatara II: il figlio di Zatanna e John Constantine, e nipote di Giovanni Zatara. Oltre a essere un mago, ha l'ereditata facoltà di suo padre di vedere i morti. Fu così terrorizzato dalla visione dell'esplosione nucleare che non usò i suoi poteri per salvarsi.
- Nightstar: la figlia di Dick Grayson e Starfire. Ha ereditato i poteri e le abilità di sua madre, ma decide di non seguire suo padre nella Justice League con Superman, alleandosi con gli Outsiders di Batman. Effettivamente la nipote di Batman diventa intima col suo figlio naturale, Ibn al Xu'ffasch.
- Menagerie: l'originale Beast Boy, i cui poteri sono ora limitati a creature immaginarie: non può più diventare animali reali.
- Nuculoid: un supereroe elastico con poteri nucleari.
- Cacciatrice III: una supereroina africana basata su Paula Brooks, erede di Helena Bertinelli alias Cacciatrice II.
- Cosacco: un membro dei Batman di Mille Nazioni, è il campione russo.
- Asso: un bat-cane alieno, il destriero gigante della Batwoman del Quarto Mondo.
- Batwoman IV: un'ammiratrice di Batman dal Quarto Mondo, distinta dalle tre che la precedettero nel ruolo: Kathy Webb (vedova di uno zio materno di Bruce Wayne e amore dello stesso Bruce), Kate Kane (Batwoman nella continuity attuale, forse parente di Bruce) e Bette Kane (alias Flamebird, cugina e spalla di Kate, grandissima ammiratrice di Nightwing, nonché erede di Kate in un futuro imprecisato).
- Samurai: un membro dei Batman di Mille Nazioni, è il campione giapponese.
- Dragone: un membro dei Batman di Mille Nazioni, è il campione cinese.
- Creeper: sebbene sia invecchiato, è lo stesso folle svitato che era da giovane. Cambia gruppo di appartenenza varie volte durante la battaglia del Gulag. Rimane ucciso nell'esplosione nucleare.
- Fulmine: la figlia di Fulmine Nero e Jonni Thunder.
- Condor: L'ultimo Black Condor.
- Ralph Dibny: l'originale Elongated Man, Ralph non ha più una forma. Rimane ucciso nell'esplosione nucleare.
- Spy Smasher: un agente indipendente, in un'era post-Guerra fredda.
- Phantom Lady: un fantasma letterale dell'originale.
- Cappuccio Rosso III: la figlia di Freccia Rossa e della mercenaria Cheshire. Non ha a che fare né con Cappuccio Rosso I (alias il Joker) né con Cappuccio Rosso II (alias Jason Todd) ma si ispira a Cappuccetto Rosso ed è un'arciere come il padre.
- Fate: Nabu è capace di incanalare la sua forza vitale nell'elmo e nello scettro senza bisogno di un ospite.
- Mister Scarlet: un diavolo rosso luminoso di un uomo conosciuto per aver attaccato la Titans Tower con Matrice, la Figlia del Joker e il nuovo Thunder.
- Bat-Cavaliere: guardiano robotico di Gotham City. Alla fine della storia sono dipinti di bianco col logo rosso e sono trasformati in aeratori quando il Castello Wayne diventa un ospedale.

### Il Fronte di liberazione dell'umanità di Luthor
Dalla dipartita di Superman 10 anni prima, Luthor e il suo gruppo hanno collaborato in segreto per liberare la Terra dai metaumani e dominare il mondo.
- Lex Luthor: è il leader dell'FLU. Diventa matto ogni volta che parla di Superman. Catturato da Batman, finisce per lavorare nel Castello Wayne, costretto a prestare cure mediche a coloro che sono rimasti feriti nella battaglia del Gulag.
- Capitan Marvel: il ragazzo a cui Luthor ha fatto il lavaggio del cervello è l'arma vincente di Luthor contro Superman. L'ora adulto Billy Batson è fisicamente irriconoscibile dalla sua forma in Capitan Marvel, e per la maggior parte della storia, i collaboratori di Luthor pensano che sia Capitan Marvel che lo assiste, quando in realtà è il vulnerabile Billy Batson. Rimane ucciso quando fa saltare in aria la testata nucleare.
- Vandal Savage: l'unico membro del FLU che può parlare di immortalità. Lo Spettro esprime la contrarietà sul fatto che l'immortalità di Savage gli impedisca di amministrare la giustizia su di lui. Come Luthor, anche Savage viene costretto a prestare cure ai feriti della battaglia.
- Ibn al Xu'ffasch: il figlio di Batman e Talia al Ghul, l'erede dell'organizzazione criminale di Ra's al Ghul, è uno dei membri chiave del FLU. Il suo ruolo nella vicenda non si apprende a pieno fino a quando si unirà agli Outsiders appena prima che Zatara teletrasporti Batman nella Batcaverna. In arabo, il suo nome significa "Figlio del Pipistrello".
- Catwoman: l'unico membro femminile del FLU, è diventata ricca diventando il capo di un'azienda di cosmetici.
- Enigmista: è presente dietro richiesta di Catwoman, tende a stare sotto la protezione di Luthor. Alla fine è visto seduto vicino a Catwoman a prestare cure mediche al Castello Wayne.
- Lord Naga: un leader classico conosciuto come Kobra.
- Il Re della Banda della Scala Reale: il nuovo membro del FLU e, come Savage, un immortale.
- Rosso, Bianco e Blu: tre terroristi ben armati. Sono attualmente sotto il controllo di Luthor e sono da lui usati come spie nel Gulag.

### Supercriminali
I supereroi del futuro hanno poco riguardo per la vita umana. Molti di loro sono morti durante la battaglia al Gulag, ma la maggior parte aveva già lasciato il segno come veri criminali.
- Magog: si riferiscono a lui ironicamente come il "Nuovo Uomo del Domani". La sua azione da eroe più celebre (mostrata come un flashback) fu l'assassinio pubblico del Joker. Joker era stato arrestato per la strage di 92 uomini e una donna (Lois Lane) al Daily Planet, ma sarebbe stato dichiarato insano di mente e di conseguenza non responsabile. Quando Joker stava per essere condotto in tribunale per essere ascoltato, Magog gli andò incontro urlando Sic Semper Criminalis!, e gli fece un buco al torace, uccidendolo istantaneamente. Magog quindi si arrese a Superman. Portato in processo con l'accusa di omicidio, con Superman a testimoniare, Magog fu assolto. Superman, costernato dall'approvazione del vigilantismo letale, se ne andò autoimponendosi l'esilio. Magog e l'eroe multicomposto Lega sono gli unici sopravvissuti della Justice Battalion, e parzialmente responsabili per il disastro in Kansas, per il quale Magog chiederà perdono. Alla fine vive sull'Isola Paradiso, e lo si vede disciplinare Swastika, avendo finalmente compreso la necessità dell'auto-moderazione. Matura a tal punto da diventare un Decano degli studenti sull'Isola.
- Von Bach: un dittatore jugoslavo fallito che parla in tedesco. Fu imprigionato per aver ucciso degli avversari che si erano arresi. Dopo essere stato umiliato da Capitan Comet durante l'incarcerazione, si vendica uccidendolo per primo spezzandogli la schiena all'inizio della rivolta. Viene poi ucciso da Wonder Woman durante la battaglia al Gulag per impedirgli di uccidere Zatara. Von Bach è stato disegnato sul modello di Milan Fras, il cantante della band sperimentale slovena dei Laibach.
- 666: un ibrido gotico mezzo uomo mezzo macchina con poco rispetto per gli eroi del passato, è uno dei principali prigionieri del Gulag. 666 si batte con gli altri metaumani non per giustizia ma per sport. È stato disegnato sulla falsariga di Brian Azzarello. Rimane ucciso nell'esplosione nucleare.
- NIL-8: un robot superpotenziato, il cui nome robotico significa "annichilimento".
- La Figlia del Joker: una ragazza ribelle e una dei maggiori fanatici dello stile del Joker. Riprende lo stile e il look di Harlequin, alias Duela Dent, figlia di Due Facce, ma non c'è legame alcuno con nessuno dei due, né ha relazioni con il Joker o Harley Quinn. È una dei sopravvissuti alla battaglia del Gulag. È vista alla fine sull'Isola Paradiso, dove vive con gli altri sopravvissuti all'esplosione e sembra avere tatuata una lacrima sotto l'occhio sinistro.
- Thunder: un nuovo Johnny Thunder con il malizioso spirito di "Thunderbolt", è uno dei sopravvissuti alla battaglia del Gulag. Può sparare fulmini dalle dita. I suoi occhi sono costantemente illuminati. Sopravvive e si vede alla fine sull'Isola Paradiso.
- Catwoman II: il successore femminile corazzato di Selina Kyle, sembra essere molto più felina dell'originale.
- Manotaur: un Minotauro metaumano. Anche lui alla fine diventa un insegnante sull'Isola Paradiso, uno strano fato per uno "il cui antenato demonizzava le amazzoni tempo fa".
- Gli Americommando e i Minutemen: un gruppo di fanatici patrioti che iniziarono a sparare verso le masse di immigrati addensate vicino alla Statua della Libertà. I Minutemen erano controllati dai misteriosi Brain Trust.
- Trix (poi Matrice): un biomeccanismo mutaforma. Vicino alla fine della storia, spara accidentalmente a Dinah Lance alla testa nella battaglia al Gulag. Sopravvive ed è vista sull'Isola Paradiso.
- Capitan Atomo: un membro della Justice Battalion di Magog. La sua morte/detonazione per mano del Parassita e l'irradiazione del Kansas che ne consegue, è il motivo di ritorno di Superman.
- Judomaster: un membro della Justice Battalion di Magog. È stata apparentemente uccisa con gli altri membri a causa dell'esplosione di Capitan Atomo.
- Mr. Terrific III: il successore di Mr. Terrific II con armi più grandi, spalline e altri equipaggiamenti militari. Continua a sfoggiare il logo di "Fair Play" (Gioco Pulito), ma sembra aver perso di vista il significato originale di queste parole. Rimane ucciso nell'esplosione nucleare.
- Stelle: un ragazzo afro-americano con indosso una giacca di cuoio con i colori della bandiera americana, e una t-shirt con la bandiera americana al rovescio, utilizzando la verga cosmica in combinazione col potere convertitore della cintura cosmica.
- Strisce: equipaggiato con armamenti militari come armi automatiche, coltelli e imbottitura al kevlar.
- Thunderbolt: un membro della Justice Battalion di Magog, ucciso con l'esplosione di Capitan Atomo. Il suo successore è Thunder.
- Peacemaker: un membro della Justice Battalion di Magog, indossa un vestito che rimanda a Boba Fett. Muore con la detonazione di Capitan Atomo.
- Demon Damsel: una sorta di Legionaria.
- Nightshade: un membro della Justice Battalion di Magog, muore quando esplode Capitan Atomo.
- Blue Devil II: un demone alato dall'Inferno con la pelle color indaco.
- King Crimson: un gigantesco demone con la pelle rossa e il simbolo del sole sul petto.
- Vigilante: un cowboy mezzo uomo e mezzo robot con una mitragliatrice al posto di un braccio.
- Tokyo Rose: un'assassina giapponese maestra di arti marziali. Sopravvive all'esplosione nucleare salvata da Magog.
- Germ-Man: un Nazi esperto di guerre batteriologiche e socio apparente di Von Bach.
- Stealth: una metaumana con armatura dorata che può nascondere la sua presenza.
- Shiva il Distruttore: un metaumano con quattro armi che somiglia al dio indù.
- Buddah: un metaumano con la maschera Budai.
- Tusk: un robot simile a un elefante. Smantellato da Robotman III durante la battaglia.
- Cattedrale: un metaumano britannico con un'armatura simile a una chiesa.
- Black Mongul: un metaumano Mongolo.
- Pinwheel: un metaumano sadomasochista rivestito interamente di pelle stretta.
- Swastika: un uomo della milizia americana e anarchico. Sopravvive alla battaglia del Gulag e viene visto sull'Isola Paradiso mentre viene disciplinato da Magog.

### Altri
- Arthur Curry: Arthur ha abbandonato il costume di Aquaman e si è dedicato pienamente al suo ruolo di monarca di Atlantide. Gli viene chiesto da Wonder Woman di usare gli oceani come ubicazione per il Gulag e rifiuta dicendo di non volere più avere a che fare con i problemi del mondo di sopra nonostante il supporto a Garth nel ruolo di nuovo Aquaman.
- Orion: Orion ha ucciso suo padre Darkseid e ha preso il suo posto di regnante su Apokolips. La sua frustrazione per questo lo porta ad assomigliare a suo padre sia in aspetto che in condotta. Ha tentato di portare la democrazia su Apokolips, ma fu eletto unanimemente dall'impaurita feccia volta allo schiavismo.
- Deadman: ha perduto o dimenticato la sua forma umana e appare come uno scheletro che indossa la sua uniforme di Deadman. Non si è mai identificato come "Deadman" ma come "Boston". Spiega a Norman McCay il motivo per cui nessun membro della Quintessenza (Shazam, Ganthet, Lo Straniero Fantasma, Zeus e l'Altopadre) prenderà parte all'esito delle decisioni prese prima della battaglia.
- Spettro: lo Spettro porta Norman McCay attraverso gli eventi di un possibile futuro, lo scopo di determinare chi è responsabile di un possibile avvenimento apocalittico imminente. Tuttavia, "le sue facoltà non sono più quelle di un tempo" e ha bisogno di una prospettiva umana per giudicare al meglio. Parlando con McCay, Deadman gli dice che Lo Spettro si è allontanato sempre di più dalla sua umanità nel tempo; nonostante il suo mantello e cappuccio è nudo. Lo Spettro viene convinto da McCay a vedere le cose attraverso la prospettiva del suo ospite e, in veste di Jim Corrigan, può essere visto in chiesa alla predica di McCay alla fine della storia, così come nel ristorante "Planet Krypton", visibilmente incollerito per via del piatto chiamato "Il Piatto dello Spettro", una miscela leggera di spinaci e formaggio magro.
- Parassita: contrariamente al suo tipico atteggiamento, il Parassita è portato ad essere visto come un cattivo con problemi di memoria a breve termine e perciò un codardo. Divide letteralmente l'"Atomo" quando entra in contatto con Capitan Atomo, causando una super esplosione nucleare che distrugge il Kansas.

### Vari camei
La banda di strada circondata dai Batrobot sono un rimando a Fat Albert and the Cosby Kids. Nella scena in cui Superman tenta di reclutare i presenti in un nightclub appaiono il Joker di Frank Miller, Vril Dox, Solomon Grundy (in qualità di buttafuori), un Lobo ingrassato e invecchiato, i Village People, Plastic Man, Shadow Lass, Marvin (dei Superamici), Rorschach e altre figure.
I Monkees e le versioni robotiche dei Beatles nelle vesti di Sgt. Pepper's Lonely Hearts Club Band appaiono come membri della JLA, e vengono visti nel quartier generale della JLA prima della fine della battaglia. Appaiono anche Alex Ross e Mark Waid nelle vesti di clienti del Planet Krypton e si vede anche Stan Lee.
La cameriera vestita da Robin, che alla fine della storia serve al tavolo dove sono seduti Clark, Diana e Bruce è un omaggio a Carrie Kelley di Batman: Il cavaliere oscuro colpisce ancora. Seduto accanto a Norman McCay alla fine c'è lo Zio Sam della mini serie Vertigo di Alex Ross. Il tavolo a cui sono seduti Clark, Diana e Bruce ha i colori del costume di Plastic Man.

## Sequel e prequel

### The Kingdom
Nel 1999, Waid tornò sulla medesima serie, decidendo di realizzarne il prequel/sequel The Kingdom, che però non vide la partecipazione di Alex Ross. La nuova miniserie prevedeva soltanto due numeri ed una serie di one-shot che si focalizzavano su singoli personaggi della serie originale.

### 52 e Justice Society
Nel finale di 52 si scopre che la terra in cui sono avvenuti i fatti di Kingdom Come è nota come Terra-22.
Durante un arco di storie di Justice Society of America (vol. 3), appare lo Starman proveniente da questo futuro distopico. Tempo dopo, sul numero 9 dell'omonima testata, una serie di incidenti dimensionali provoca l'arrivo, nel principale universo DC, del Superman di Terra-22. Più tardi, si palesa il "falso Dio" Gog, che riporta in vita il marine David Reid, divenuto in seguito Magog.

## Curiosità
Alex Ross ha creato il personaggio di Norman McCay sull'immagine del proprio padre.